# Notolabrus fucicola
 Notolabrus fucicola és una espècie de peix de la família dels làbrids i de l'ordre dels perciformes.

## Morfologia
Els mascles poden assolir els 38 cm de longitud total.

## Distribució geogràfica
Es troba des del sud d'Austràlia (des d'Austràlia Meridional fins a Nova Gal·les del Sud, incloent-hi Tasmània) fins a Nova Zelanda.